# ويليام بارو
ويليام بارو (بالإنجليزية: William Barrow)‏ هو كيميائي أمريكي، ولد في 11 ديسمبر 1904، وتوفي في 25 أغسطس 1967.